# Sandra Massoni
Sandra Hebe Massoni (San Francisco, Córdoba; 7 de diciembre de 1961) es una doctora en comunicación por la Universidad de Buenos Aires, investigadora argentina, experta en estudios comunicacionales desde los nuevos paradigmas. Autora de la teoría de la Comunicación Estratégica Enactiva y de la metodología de Investigación Enactiva en Comunicación, fue ganadora en 2013 del Premio Comunicare en reconocimiento a la trayectoria iberoamericana destacada en investigación en comunicación.
Sus trabajos han sido ubicados integrando la tercera fundación de la comunicación en Iberoamérica, luego de la primera fundación con el desarrollo de los estudios clásicos (funcionalismo, teorías críticas) y la segunda fundación en la que se ubican los estudios culturales latinoamericanos (Martín-Barbero, García Canclini, Orozco Gómez, entre otros).
Sus estudios sobre la “comunicación en un mundo fluido” son una consideración del devenir como la transformación constante en la que los seres humanos vivimos. Una exploración de la comunicación en tanto modalidad dinámica del vínculo intersubjetivo micro-macrosocial que la aborda como reconfiguración espacio-temporal.
Su propuesta rebasa las formas típicas de pensar y hacer comunicación, reducidas a lo comunicativo y especializadas en la transferencia: los mensajes, su producción, distribución y consumo.

Sandra Massoni, en la teoría de la Comunicación Estratégica Enactiva, define a la comunicación como 
“un encuentro en la diversidad, un cambio social-conversacional que enactúa; una reconfiguración intersubjetiva, situacional, histórica, dinámica y evolutiva, micro-macrosocial, compleja, fluida, fractálica y autoorganizada” (Massoni S. y Bussi, M., 2020: 15)
y plantea una reconsideración de los aportes de la comunicación en el siglo XXI.

## Trayectoria
Es catedrática de comunicación estratégica, consultora, investigadora (categoría 1 CEI) y docente de posgrado en doctorados y maestrías en su país y en el extranjero. Desde el año 2004 se desempeña como directora de la Especialización en Comunicación Ambiental y desde el año 2011 como directora de la Maestría en Comunicación Estratégica, ambas carreras de posgrado de la Facultad de Ciencia Política y Relaciones Internacionales de la Universidad Nacional de Rosario.
Dirigió numerosos proyectos de investigación dedicados al estudio específico de su disciplina, destacándose aquellos abocados a investigar las estrategias comunicacionales como algoritmos fluidos, los indicadores comunicacionales en dimensiones múltiples y el trabajo colaborativo en equipos inter y transdisciplinarios en ámbitos científicos y profesionales .
Ha realizado diversos proyectos y programas en distintos países en las áreas temáticas: estrategias de comunicación social, comunicación y TIC, comunicación y desarrollo, comunicación ambiental, comunicación y salud y comunicación educativa, siempre desde la mirada a la vez disciplinar específica y transdisciplinar que propone su teoría.
Ha sido evaluadora de CONEAU y de CONICET, conferencista magistral y miembro de comités académicos en eventos internacionales y en revistas científicas especializadas.
Ha publicado 22 libros, 40 capítulos de libros y 79 artículos científicos. Como periodista, escribió en los diarios La Nación, Clarín, La Capital y Página/12, entre otros.
Es miembro fundadora de la Escuela de Comunicación Estratégica de Rosario Archivado el 25 de marzo de 2022 en Wayback Machine., un núcleo de investigación y desarrollo enfocado en estudiar a los fenómenos comunicacionales desde una metaperspectiva específicamente comunicacional.
Actualmente, desarrolla una plataforma web educativa que disponibiliza un mayor y más amplio acceso a la propuesta teórico-metodológica de la Comunicación Estratégica Enactiva.

### Estancias académicas
Ha desarrollado estancias académicas y consultorías por invitación en más de sesenta universidades de Latinoamérica y Europa: 
Universidade da Beira Interior, Covilhá, Portugal; Universitá degli Studi di Sassari, Cerdeña, Italia; Universidad de la República, Uruguay; Universidad Federal de Río de Janeiro, Brasil; Benemérita Universidad Autónoma de Puebla, México; Universidad Complutense de Madrid, España; Universidad Autónoma de Occidente, Cali, Colombia; Universidad Nacional Autónoma de México; Universidad Mayor de San Andrés, Bolivia; Universidad d´Empresa i Comunicació de la Universitat de Vic, España; Universidad de Belo Horizonte, Minas Gerais, Brasil; Universidad Surcolombiana, Colombia; Universidad Católica de Santo Domingo, República Dominicana; Universidad de Cuenca, Ecuador; Universidad de La Habana, Facultad de Comunicación, Cuba; Universidad Nacional de La Plata, Argentina; Universidad Javeriana, Colombia; Universidad Nacional de la Patagonia San Juan Bosco; Universidade do Vale do Rio Sinos, UNISINOS, Brasil; Universidad Nacional de Río IV, Córdoba, Argentina; Universidad Tadeo Lozano, Colombia; Universidad Nacional de Salta; Universidad de Pelotas/Cátedra UNESCO de Comunicación, Brasil; Universidad Nacional de Quilmes, Argentina; Universidad de Málaga, España; Universidad Nacional Catamarca, Argentina; Universidad Autónoma de Baja California, México; Universidad Nacional de Lomas de Zamora, Argentina; Universidad Nacional de Colombia; Universidad Nacional de Cuyo, Argentina; Universidad Católica de Santiago, República Dominicana; Universidad Nacional de Río Negro, Argentina; Pontificia Universidade Católica do Río Grande do Sul, Brasil; Universidad Nacional de Córdoba, Argentina; Universidad Anáhuac, México; Universidad Nacional de Tierra del Fuego, Antártida e Islas del Atlántico Sur, Argentina; Uniminuto de Colombia, Universidad Nacional de la Patagonia Austral, Argentina; Universidad Católica de Asunción, Paraguay; Universidad del Norte, Colombia; Universidad Adventista del Plata, Argentina; Universidad Católica de Córdoba, Argentina; Universidad Diego Portales, Chile; Universidad Nacional de San Luis, Argentina; Universidad Sergio Arboleda, Colombia; Universidad de Buenos Aires, Argentina; Universidad Andina Simón Bolívar, Ecuador; Universidad Nacional del Nordeste, Argentina; Universidad Autónoma de Yucatán, México; Universidad Santo Tomás, Colombia; Centro Internacional de Semiótica y Comunicación, Japaratinga, Brasil; Universidad Nacional de Villa Mercedes, Argentina; Universidad de Costa Rica, Costa Rica; Universidad de Cádiz, España.

## Confluencias en el proceso de construcción de la metaperspectiva de la Comunicación Estratégica Enactiva
A inicios de la década de 1980 se inició como docente universitaria e integrante de equipos de investigación en la Licenciatura en Comunicación Social de la Facultad de Ciencia Política y Relaciones Internacionales de la Universidad Nacional de Rosario (UNR).
A partir del año 1982 comenzó a trabajar como periodista de medios de comunicación nacionales y regionales en prensa (Clarín, La Nación, La Capital, y Página 12, entre otros), radio (LT3 Y LT8, entre otros) y televisión (Canal 3 de Rosario y Canal 5 de Rosario, entre otros).
Entre los desarrollos de investigación de los que participó en ese período, se destaca el proyecto “SEAD: Un programa multimedios para la Universidad Democrática” el cual fue el primer proyecto de universidad a distancia realizado en la UNR, junto a Carlos Scolari, Lucrecia Escudero, Norma López, Silvia Amici y Mercedes Pallavicini. Este espacio le permitió pensar en la necesidad de diferenciar comunicación de educación.

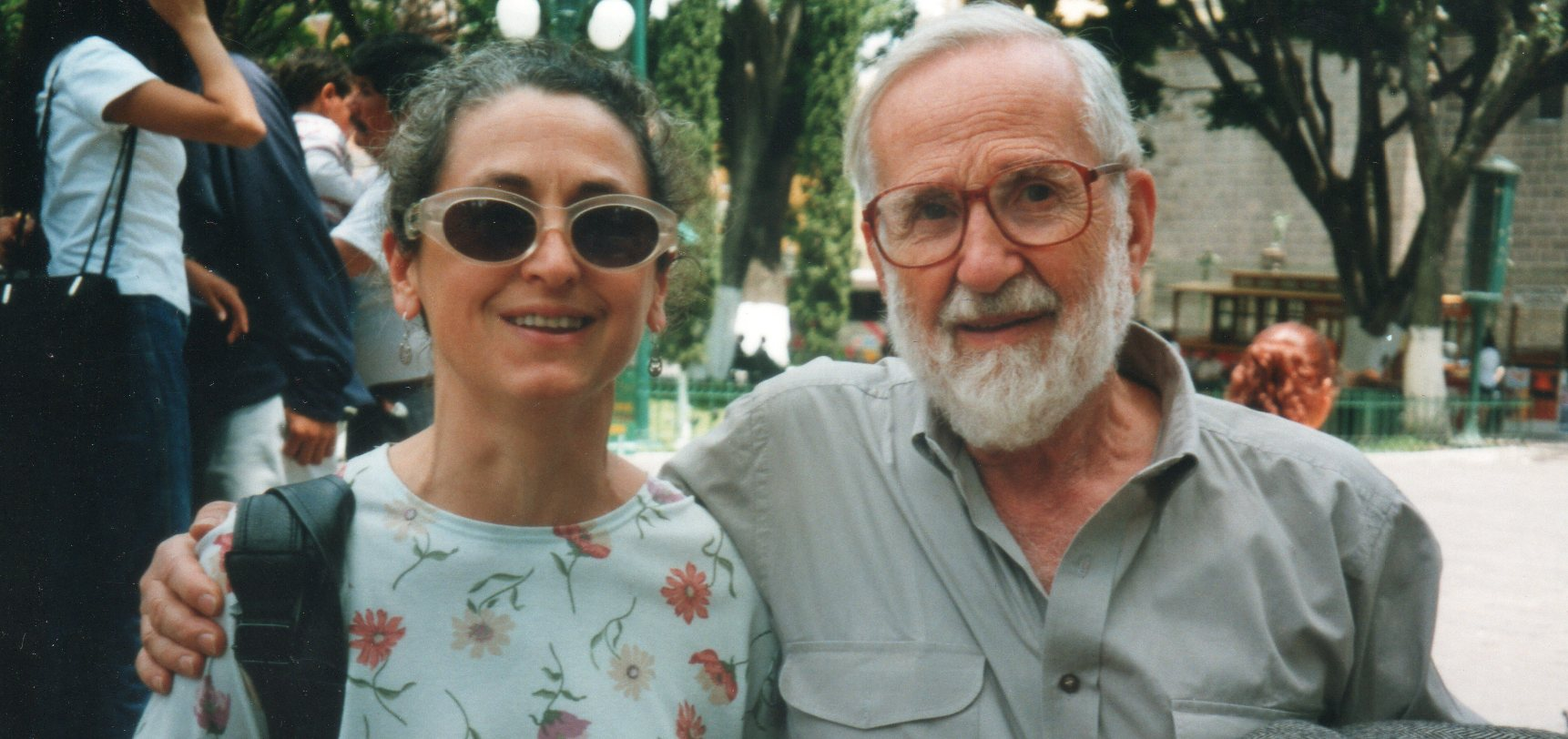
Sandra Massoni junto a Noé Jitrik

A partir del año 1983 comenzó su trabajo de investigación en proyectos educativos, de desarrollo industrial, de salud y en proyectos de desarrollo rural en organismos internacionales y centros de investigación como: Instituto Interamericano de Cooperación Agrícola (IICA); Organización de los Estados Americanos (OEA); Secretaría de Agricultura, Ganadería y Pesca de la Nación Argentina (SAGyP); Dirección de Asesoramiento Técnico de la provincia de Santa Fe (DAT - OEA - ONUDI); Instituto Nacional de Tecnología Agropecuaria de Argentina (INTA); Secretaría de Acción Social de la Nación; Fundación para la Integración Federal (FUNIF); Programa Materno Infantil y Nutrición (PROMIN); Comunidad Económica Europea; Instituto Nacional del Agua y el Ambiente (INA); Ministerio de Ganadería, Agricultura y Pesca de Uruguay; Agencia Alemana de Cooperación Técnica (GIZ). Los trabajos investigativos en las distintas organizaciones le permitieron reconocer que las rutinas tanto profesionales como de investigación en comunicación resultaban insuficientes y muchas de estas experiencias fueron la base de su tesis doctoral.
En 1987 comienza su investigación doctoral con Noé Jitrik como director guiando en sus indagaciones una reconsideración de las vinculaciones entre discurso y sociedad.

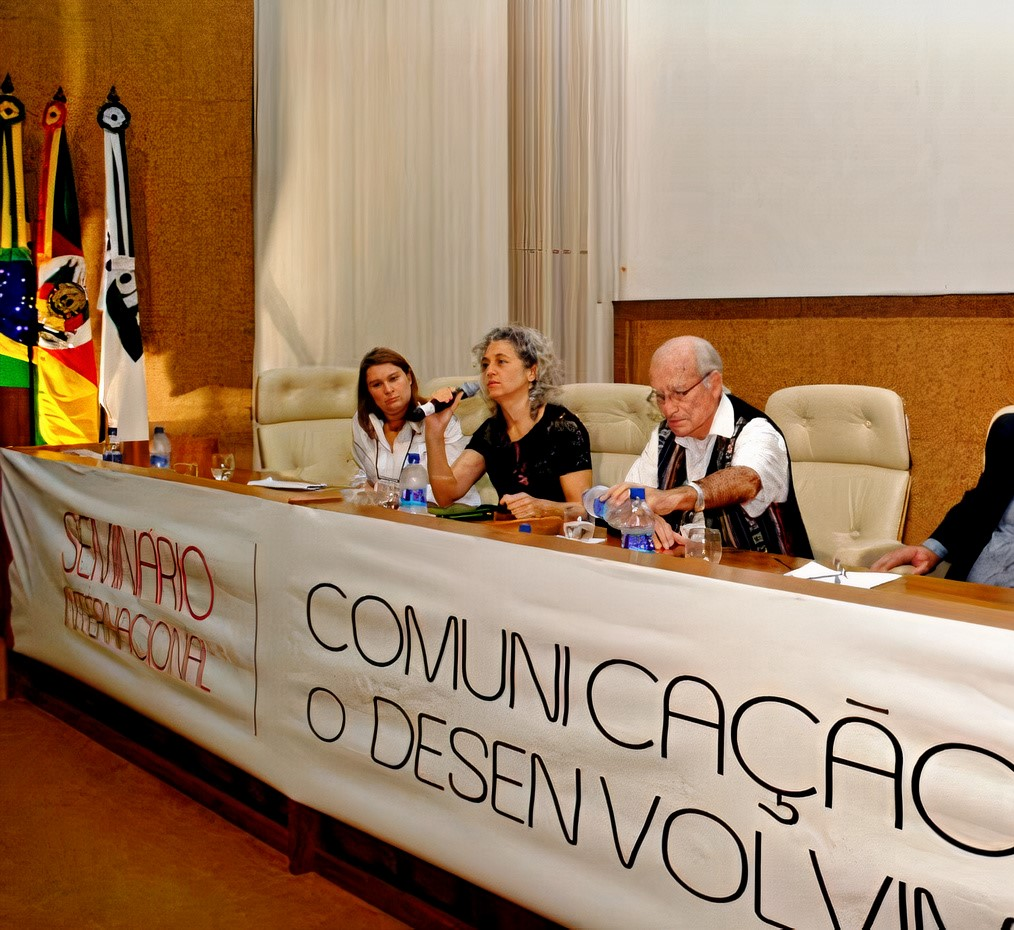
Sandra Massoni junto a Juan Díaz Bordenave

En el año 1989 sus propuestas fueron reconocidas por el doctor Juan Díaz Bordenave en el marco del informe laudatorio de consultoría internacional del Instituto Interamericano de Cooperación Agrícola (IICA), lo cual derivó en que se comenzaran a destacar los aportes diferenciales de su metodología en distintos ámbitos de innovación de ciencia y tecnología.
“La estrategia de comunicación del Proyecto de Agricultura Conservacionista constituye una innovación extraordinaria en la América Latina en general y en la Argentina en particular, por su característica participativa y catalizadora de esfuerzos cooperativos de diversos organismos públicos y privados. Representa una innovación desde el punto de vista de la comunicación rural”. (Díaz Bordenave, 1989)
El proyecto, implementado en Argentina desde 1986 hasta 1990, resultó un gran impulso para continuar profundizando sus desarrollos teórico-metodológicos de Comunicación Estratégica Enactiva.

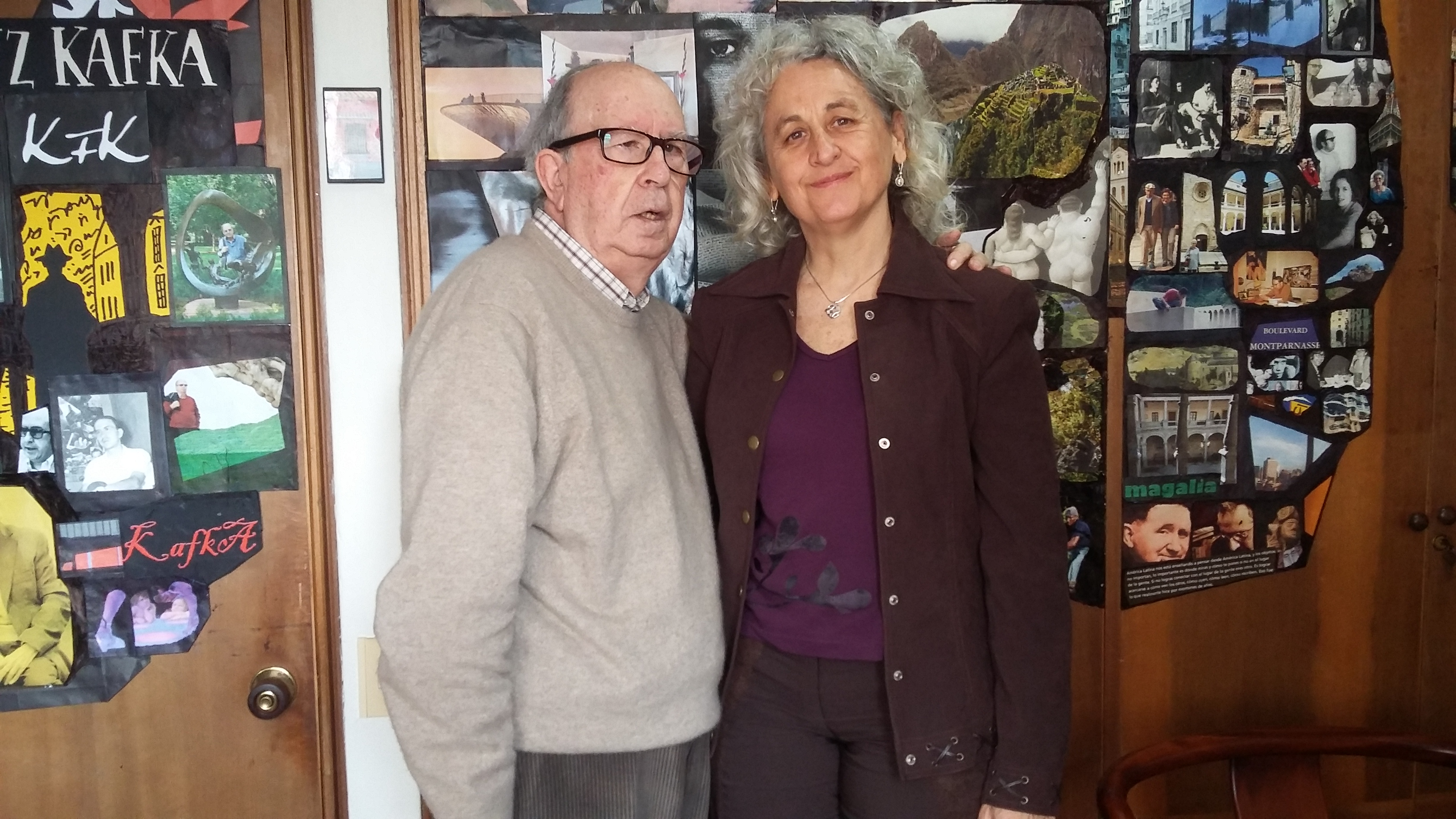
Sandra Massoni junto a Jesús Martín Barbero

En el año 1989 comienza su vinculación con Jesús Martín-Barbero a partir del proyecto de reforma curricular de la carrera de Comunicación Social de la Universidad Nacional de Rosario del cual Massoni fue una de las coordinadoras docentes. Entre otras contribuciones del maestro a la metaperspectiva de la CEE se destacan: la escritura del prólogo del libro Avatares del comunicador complejo y fluido. Del perfil del comunicador social y otros devenires –editado por CIESPAL en el año 2016– y el reconocimiento de la propuesta teórico-metodológica de Sandra Massoni como “ciencia de la articulación”.
Sus vinculaciones aportaron uno de los componentes centrales para el desarrollo teórico-metodológico de la metaperspectiva en el marco de la Escuela Latinoamericana de Comunicación.
Trece años antes de presentar su tesis doctoral, en el año 1990, publicó su primer libro: La comunicación como herramienta estratégica, el cual recupera elementos de los proyectos de investigación y desarrollo de la década anterior, así como sus encuentros con distintos intelectuales y presenta algunas primeras ideas sobre su definición de comunicación.
En el año 1999 viajó a Chile para presidir la comisión de “Medio ambiente, Sociedad y Desarrollo Sustentable” en el congreso de la Asociación Latinoamericana de Sociología. En ese viaje se entrevistó con Humberto Maturana con el objetivo de entablar proyectos de cooperación en investigación entre la Universidad de Chile y la Universidad Nacional de Rosario. Aunque finalmente el acuerdo no se concretó, el trabajo realizado por Maturana y Varela sobre la enacción fue uno de los antecedentes científicos principales de la metodología IEC. sobre el que Massoni se posicionó para diferenciar enacción (en los términos de la teoría biológica del conocimiento) de enacción comunicacional (en los términos de la teoría de la Comunicación Estratégica Enactiva)

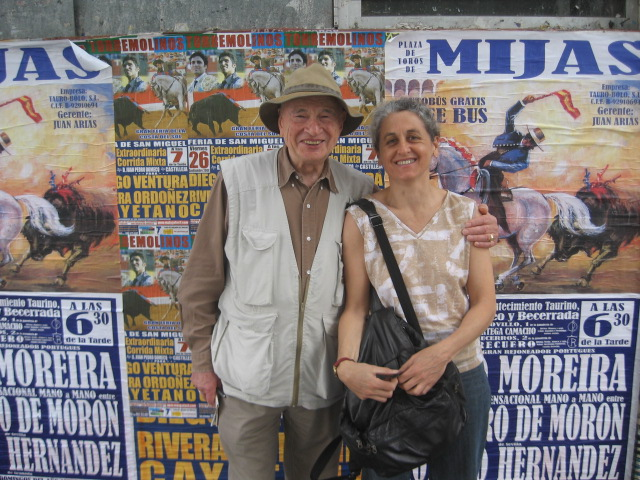
Sandra Massoni junto a Edgar Morín

En el año 2003 defiende su tesis doctoral “Estrategias de comunicación rural. Un modelo de abordaje de la dimensión comunicacional para el desarrollo sostenible entendido como cambio social-conversacional“ en la Universidad de Buenos Aires. La tesis formula la teoría de la Comunicación Estratégica Enactiva y establece su correlato metodológico: la Investigación Enactiva en Comunicación. Presenta algunas técnicas (por ejemplo, la Versión Técnica Comunicacional, las Matrices Socioculturales y las Marcas de Racionalidad Comunicacional, entre otras), instrumentos y herramientas diseñadas con objetivos específicamente comunicacionales. Sus desarrollos tienen como antecedentes científicos principales a las teorías del caos, el pensamiento comunicacional latinoamericano, las teorías de la fractalidad, la cosmovisión de los pueblos originarios y el pensamiento complejo.
En el año 2002 recibe la invitación de Rafael Pérez para integrarse a un foro internacional de expertos en estrategias de comunicación. En el año 2009 publica en coautoría con Rafael Pérez el libro Hacia una teoría general de la estrategia. El cambio de paradigma en el comportamiento humano, la sociedad y las instituciones editado por Ariel Ediciones. El lanzamiento del libro se realizó en la sede en Madrid de la Secretaría Iberoamericana y contó con el apoyo personal de su máxima autoridad, Enrique V. Iglesias, quien realizó el prólogo de la obra. Su vinculación significó un acercamiento al campo profesional y empresarial en el marco de los encuentros del FISEC.
En el año 2007 en la Universidad de Algarve en Portugal tuvo su primer encuentro presencial con Edgar Morin, quien fue uno de los autores más influyentes en el desarrollo de la metaperspectiva a partir del pensamiento complejo.

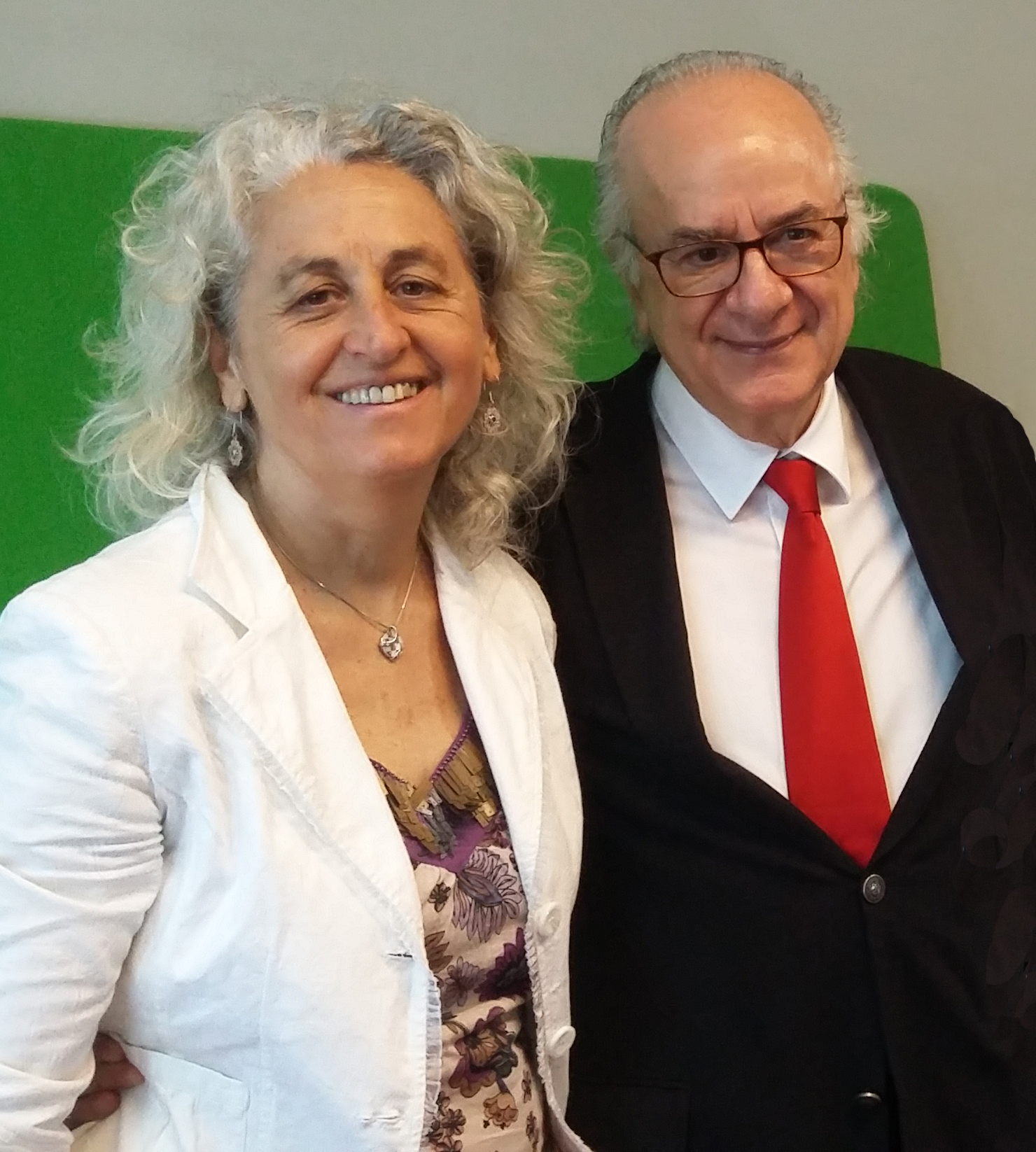
Sandra Massoni junto a Boaventura de Sousa Santos

En el año 2017 fue invitada por Tomás Villasante al simposio “Metodologías participativas y asuntos epistemológicos” del V encuentro de la Action Research Network of America organizado por la Universidad Nacional de Colombia en homenaje al sociólogo Orlando Fals Borda. Allí tuvo su primer encuentro presencial con el doctor Boaventura de Sousa Santos quien se interesó en los nuevos desarrollos metodológicos participativos presentados. 
En el año 2018 co-organizó el primer encuentro de la Red Sentipensante para la Transformación Social titulado “Metodologías de investigación y procesos participativos. Desbordes comunicacionales desde lo público” junto con el Grupo de Trabajo Procesos y metodologías participativas (Tomas Villasante, Carlos Rodrigues Brandao y Alfonso Torres Carrillo). El encuentro contó con la participación de Boaventura de Sousa y sus debates en torno a las epistemologías del sur marcaron la urgencia de profundizar la lucha por una comunicación habitada.
En el año 2020 publica en coautoría con Mateo Bussi el libro Guía IEC. Comunicación Estratégica Enactiva: la ciencia de la articulación profundizando y sistematizando un andamiaje metodológico de investigación-acción innovador que incluye técnicas, instrumentos y herramientas nuevas para el despliegue de estrategias comunicacionales como algoritmos fluidos de la diversidad. La obra facilita la aplicación de la metodología en cualquier ámbito en torno a cualquier tema.

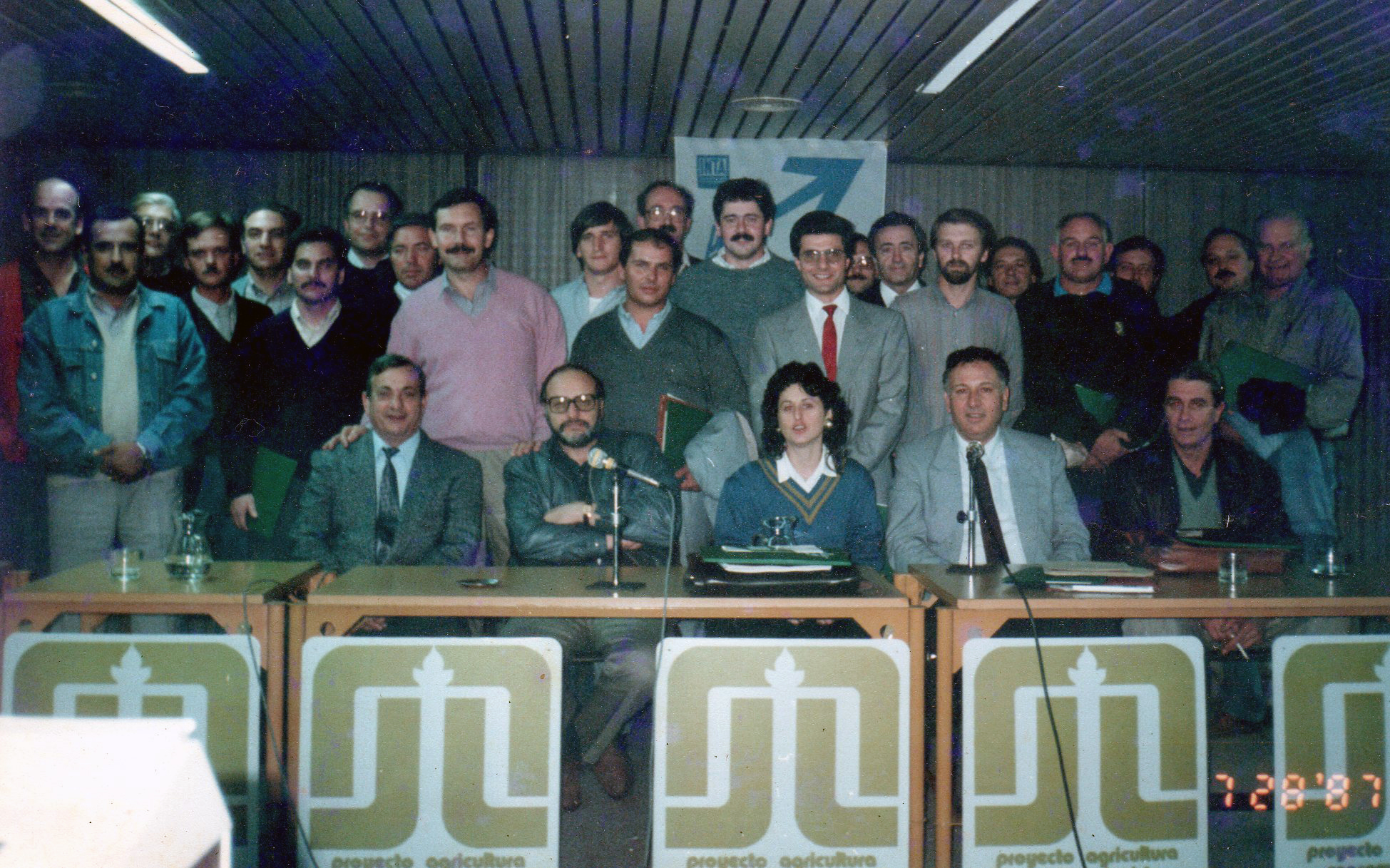
Sandra Massoni en reunión de coordinadores de proyectos de desarrollo rural del IICA y la Secretaría de Agricultura Ganadería y Pesca de la Nación Argentina, año 1987.

## Mujer investigadora
a teoría de la Comunicación Estratégica Enactiva propuesta por Sandra Massoni es un estudio pionero respecto de la consideración diferencial de la diversidad, implícita en su redefinición de la comunicación.
Las investigaciones que permitieron la formulación de su teoría se desarrollaron en una época en la que pocas mujeres accedían a espacios de decisión. Se constata preeminencia de varones tanto en el ámbito académico-científico como en los territorios de investigación.

## Aporte científico
Sandra Massoni es reconocida como una experta en estudios comunicacionales desde los nuevos paradigmas. Sus desarrollos de la teoría de la Comunicación Estratégica Enactiva y la metodología de Investigación Enactiva en Comunicación han sido de suma importancia para constituir el campo de la comunicación como una disciplina científica específica, ya no subsidiaria de otras disciplinas y campos del saber.
Su obra propone una metaperspectiva teórico-metodológica –a la vez, disciplinar y transdisciplinar– que despliega proyectos de investigación-acción participativa a partir de siete operaciones cognitivas con técnicas, instrumentos y herramientas diferenciales (de Investigación Enactiva en Comunicación) que se pueden complementar con técnicas tradicionales de investigación, siempre subsumidas a la redefinición de la comunicación propuesta.
Son categorías conceptuales propias de su teoría presentada en la Universidad de Buenos Aires: comunicación como encuentro en la diversidad, Investigación Enactiva en Comunicación (IEC), Marcas de Racionalidad Comunicacional (MRC), estrategias de comunicación como algoritmos fluidos de la diversidad, actores comunicacionales como latientes, Matrices Socioculturales (MS) como autodispositivos colectivos, dimensiones de la comunicación, fluidez comunicacional, metaperspectiva y enacción comunicacional como cambio social-conversacional micro-macrosocial.

## Obras
Sandra Massoni ha publicado 22 libros, 40 capítulos de libros y 79 artículos científicos, entre los que se destacan:

### Libros
- Massoni, S. y Bussi, M. (2024). ¡Boga, boga! Comunicación como un mover. Prólogo de Edgar Morin. 1a ed. Tomo I. Rosario: Enactiva Comunicación Ediciones.
- Massoni, S. y Bussi, M. (2020). Guía IEC. Comunicación Estratégica Enactiva: la ciencia de la articulación. Rosario: Massoni Editora.
- Massoni, Sandra. (2016). Avatares del comunicador complejo y fluido. Del perfil del comunicador social y otros devenires. Quito: Ediciones Ciespal.
- Massoni, S. (2013). Metodologías de la Comunicación estratégica: del inventario al encuentro sociocultural. Rosario: Homo Sapiens Ediciones.
- Massoni, S. (2011). Comunicación estratégica: comunicación para la innovación. Rosario: Homo Sapiens Ediciones.
- Pérez, R.A. y Massoni, S. (2009). Hacia una teoría general de la estrategia. El cambio de paradigma en el comportamiento humano, la sociedad y las instituciones. Madrid: Ariel Ediciones.
- Massoni, S. (2007). Estrategias. Los desafíos de la comunicación en un mundo fluido. Rosario: Homo Sapiens Ediciones.

### Artículos
- Massoni, S. (2020). Cuando el batir de las alas de un murciélago al otro lado del mundo hace evidente lo comunicacional. En Sandra Frustagli (comp.) Abordajes disciplinares sobre COVID19. Rosario: UNR Editora.
- Massoni, S. (2019). Teoría de la Comunicación Estratégica Enactiva e Investigación Enactiva en Comunicación: aportes desde Latinoamérica a la democratización de la vida cotidiana. Chasqui. Revista Latinoamericana de Comunicación, 0(141), 237-256. doi: 10.16921/chasqui.v0i140.4074
- Massoni, S. (2019). Teoría de la Comunicación Estratégica Enactiva: un aporte latinoamericano a la comunicación organizacional. Revista Organicom Vol. 16, N.º 30.
- Massoni, S. (2018). Investigación Enactiva en Comunicación, metodologías participativas y asuntos epistemológicos. Revista Latinoamericana de Ciencias de la Comunicación, Año 15, N.º 28, ALAIC, enero-junio de 2018.